# Jake Hildebrand
Jake Hildebrand (* 19. Juni 1993 in Butler, Pennsylvania) ist ein US-amerikanischer Eishockeytorwart deutscher Herkunft, der seit Juni 2023 bei den Eisbären Berlin aus der Deutschen Eishockey Liga (DEL) unter Vertrag steht. Im Verlauf seiner Karriere spielte Hildebrand auch in der DEL2 und der US-amerikanischen ECHL. Dabei konnte er mit seinen Vereinen in allen drei Eishockeyligen die jeweilige Meisterschaft gewinnen.

## Karriere

### Anfänge
Jake Hildebrand begann als Kind mit dem Eishockey spielen in Pittsburgh bei den Pittsburgh Hornets. Obwohl zum damaligen Zeitpunkt noch keine Kooperation mit dem NHL-Team Pittsburgh Penguins bestand, nennt Hildebrand mit Marc-André Fleury deren Torwart in dieser Zeit als sein Vorbild. Als 17-Jähriger wurde er von den Sioux City Musketeers einem Team aus der Juniorenliga United States Hockey League (USHL) engagiert. Da er sich über Einsätze in dieser Liga für ein Collegeteam empfehlen wollte, wechselte er zur Spielzeit 2011/12 innerhalb der Liga und innerhalb des Mittleren Westens zu den Cedar Rapids RoughRiders, bei denen er in dieser Saison in über 40 Spielen und auch bei den Playoffs eingesetzt wurde.

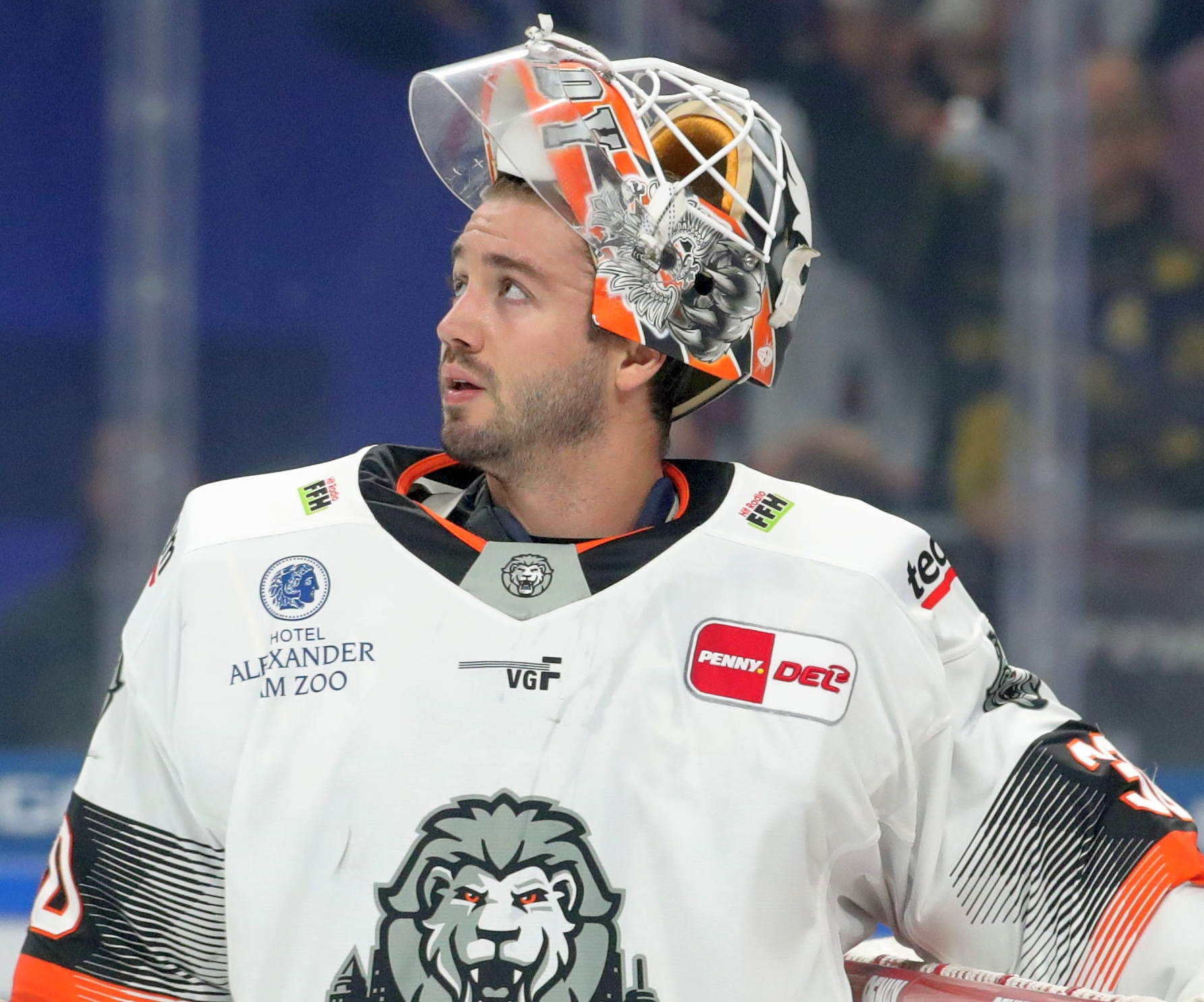
Hildebrand im Trikot der Löwen Frankfurt (2022)

### College und ECHL
2012 entschied sich Hildebrand für ein Studium an der Michigan State University und spielte parallel für das Eishockeyteam der Universität, die MSU Spartans, in der National Collegiate Athletic Association (NCAA). Das Eishockeyteam nahm zunächst an der Central Collegiate Hockey Association und ab 2013 am Wettbewerb der Big Ten Conference teil. Insgesamt vier Spielzeiten war Hildebrand für die Spartans aktiv, wurde davon in drei Spielzeiten zum wertvollsten Spieler seines Teams und in der Saison 2014/15, als er eine Fangquote von 93 % erreichte, zum wertvollsten Spieler der Big Ten Conference gewählt. Nach der Collegesaison 2015/16 wurde er noch für den Rest dieser Spielzeit vom ECHL-Team Allen Americans verpflichtet. Dabei konnte er mit sechs Einsätzen in der regulären Spielzeit – davon fünf Siege seines Teams – sowie acht Spielen in den Playoffs zum Gewinn des Kelly Cups für die Allen Americans beitragen. Obwohl Hildebrand mit 1,83 m für einen NHL-Torhüter als zu klein galt, wurde er vor der folgenden Spielzeit von der Organisation der Chicago Blackhawks in deren Trainingscamp eingeladen. Es kam auch zu einer Vereinbarung mit den Rockford IceHogs, dem AHL-Team der Blackhawks-Organisation, über die Spielzeit 2016/17. Doch nach drei Einsätzen in der AHL, von denen seine Mannschaft kein Spiel gewann, wurde er für den Rest der Saison bei den Indy Fuel, dem ECHL-Partner der Blackhawks-Organisation, eingesetzt. In der Spielzeit 2017/18 stand er für den Ligakonkurrenten Tulsa Oilers im Tor und wurde nach der Saison im Austausch für den Stürmer Scott Henegar zu den Kalamazoo Wings transferiert. Bei dem ECHL-Team aus Michigan stand er in den folgenden beiden Spielzeiten für insgesamt 90 Spiele im Tor und sollte auch in der Saison 2020/21 der Torhüter der Wings bleiben, aber auf Grund der Corona-Pandemie nahmen die Kalamazoo Wings nicht am Spielbetrieb in dieser ECHL-Saison teil. Hildebrand fand mit den Florida Everblades eines der in den letzten Jahren erfolgreichsten ECHL-Teams, bei dem er in der Saison 2020/21 seine Karriere fortsetzte. Beim Team aus Estero erreichte Hildebrand eine Fangquote von 92 %, die Everblades waren die erfolgreichste Mannschaft der Hauptrunde und er wurde zum besten Torwart der regulären Spielzeit gewählt.

### DEL2 und DEL
Die Auszeichnung als bester Torhüter der ECHL-Saison weckte auch das Interesse von europäischen Eishockeyklubs und so wurde Jake Hildebrand für die Spielzeit 2021/22 vom damaligen DEL2-Team Löwen Frankfurt verpflichtet. Bei seinem ersten Auslandsjahr war er mit der Mannschaft aus Frankfurt das erfolgreichste Team der Liga in der Hauptrunde, wobei er eine Fangquote von 93 % erzielte. In den Playoffs erreichten die Löwen die optimale Quote von drei Sweeps, konnten also alle Spiele gegen die drei Playoff-Gegner gewinnen, waren somit DEL2-Meister und der Verein konnte damit den langersehnten Aufstieg in die Deutsche Eishockey Liga (DEL) vollziehen. Hildebrand erreichten bei seinen zwölf Einsätzen in den Playoffs eine Fangquote von 94,7 % und wurde zum wertvollsten Spieler (MVP) der Playoffs gewählt.
In seiner ersten DEL-Saison 2022/23 erreichte er mit den Löwen Frankfurt die Pre-Playoffs, wobei er mit 137 Toren die meisten Tore aller DEL-Torhüter kassierte, aber mit 1412 gehaltenen Schüssen auch diese Statistik aller eingesetzten DEL-Torhüter anführt. Zusammen mit Henrik Haukeland war er der DEL-Torhüter mit der meisten Eiszeit in dieser Spielzeit. Zur Spielzeit 2023/24 wechselte er innerhalb der DEL zu den Eisbären Berlin. Für das Eishockeyteam aus der Hauptstadt, welches in der vorangegangenen Saison nicht einmal die Pre-Playoffs erreichte, war Hildebrand von Saisonbeginn an der gewünschte Rückhalt. Nachdem man als Tabellenzweiter nach der Hauptrunde sich frühzeitig für die Playoffs qualifizierte, konnte sich Hildebrand in diesen mit einer Fangquote von 93,6 % nochmal steigern und er hatte damit einen großen Anteil am Gewinn der DEL-Meisterschaft für das Eishockeyteam aus Berlin. Selbiges gelang in der Spielzeit 2024/25, als die Kölner Haie in der Finalserie souverän mit 4:1-Siegen bezwungen wurden.

## DEL-Rekord
Im dritten, vierten und fünften Finalspiel der Spielzeit 2024/25 konnte Hildebrand als bisher einziger Torwart in der DEL-Geschichte dreimal in Folge zu null spielen. Die Eisbären Berlin siegten in den drei Spielen jeweils mit 7:0.

## Erfolge und Auszeichnungen
| - 2014 Big Ten Conference Honorable Mention All-Star Team - 2015 Big Ten Conference Spieler des Jahres - 2015 Big Ten Conference Torwart des Jahres - 2015 Big Ten Conference First All-Star Team - 2015 NCAA West First All-American Team - 2016 Big Ten Conference Honorable Mention All-Star Team - 2016 Kelly-Cup-Gewinn mit den Allen Americans - 2021 ECHL-Torwart des Monats Februar - 2021 ECHL Goaltender of the Year | - 2021 ECHL First All-Star Team - 2022 Höchste Fangquote und geringster Gegentorschnitt der DEL2-Hauptrunde - 2022 DEL2-Meisterschaft und Aufstieg in die DEL mit den Löwen Frankfurt - 2022 Wertvollster Spieler der DEL2-Playoffs - 2022 Höchste Fangquote und geringster Gegentorschnitt der DEL2-Playoffs - 2024 Deutscher Meister mit den Eisbären Berlin - 2025 Deutscher Meister mit den Eisbären Berlin - 2025 Höchste Fangquote und geringster Gegentorschnitt der DEL-Playoffs |

## Karrierestatistik
Stand: Ende der Saison 2024/25
(Legende zur Torhüterstatistik: GP oder Sp = Spiele insgesamt; W oder S = Siege; L oder N = Niederlagen; T oder U oder OT = Unentschieden oder Overtime- bzw. Shootout-Niederlage; Min. = Minuten; SOG oder SaT = Schüsse aufs Tor; GA oder GT = Gegentore; SO = Shutouts; GAA oder GTS = Gegentorschnitt; Sv% oder SVS% = Fangquote; EN = Empty Net Goal; 1 Play-downs/Relegation; Kursiv: Statistik nicht vollständig)